# Al-Nusra-Front

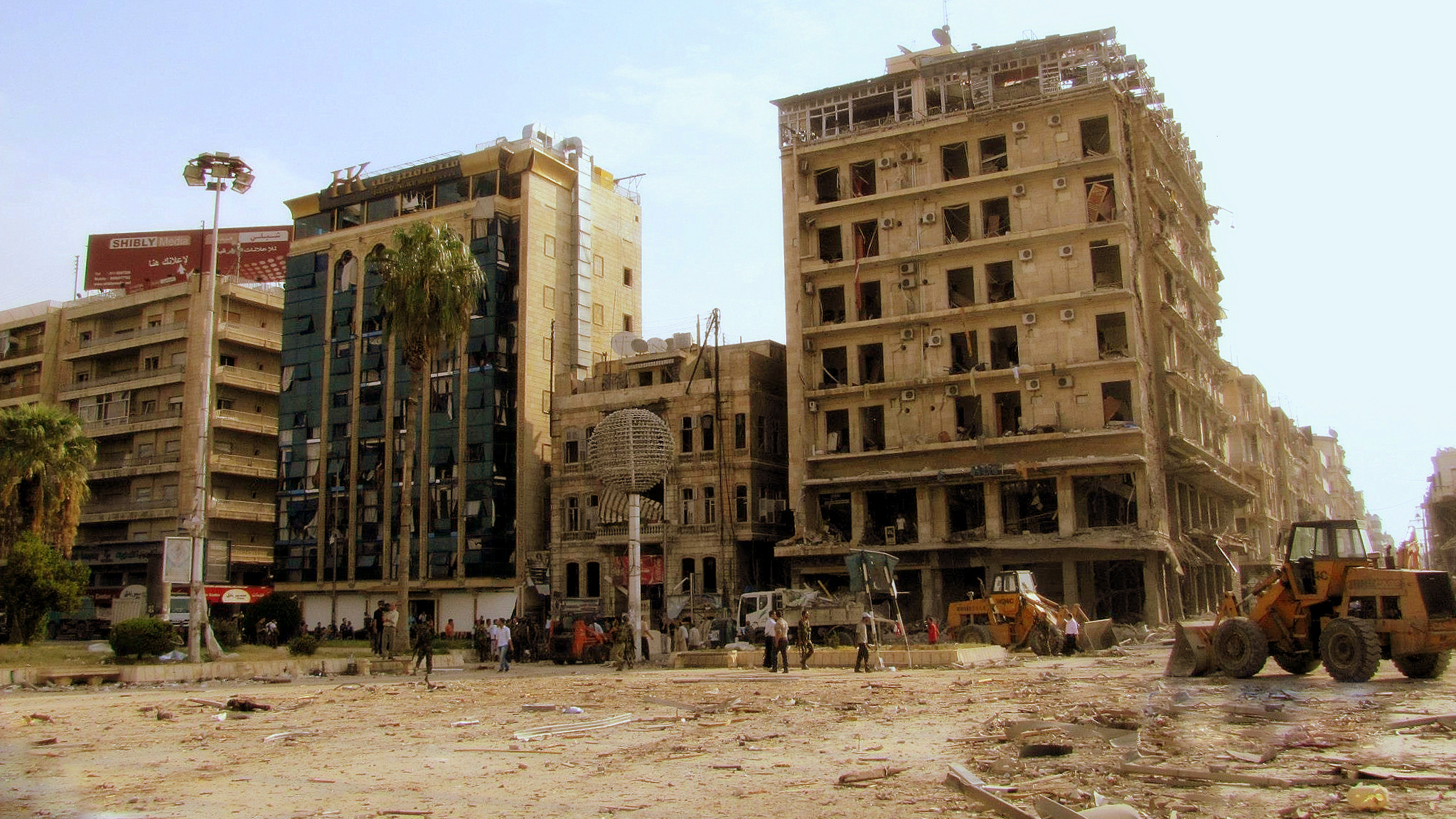
Die Nusra-Front erklärte sich für einen Bombenanschlag in Aleppo im Oktober 2012 verantwortlich. Mindestens 40 Menschen kamen dabei ums Leben.

Die frühere al-Nusra-Front (arabisch جبهة النصرة Dschabhat an-Nusra, DMG Ǧabhat an-Nuṣra, Langform جبهة النصرة لأهل الشام / Ǧabhat an-Nuṣra li-Ahl aš-Šām / ‚Unterstützungsfront für das levantinische Volk‘), inzwischen Dschabhat Fath asch-Scham (جبهة فتح الشام / Ǧabhat Fatḥ aš-Šām / ‚Front für die Eroberung der Levante‘), ist eine dschihadistisch-salafistische Terrororganisation in Syrien. Sie kämpfte im syrischen Bürgerkrieg gegen die Regierung Baschar al-Assads, aber auch gegen Teile der Freien Syrischen Armee (FSA) und kurdische Volksverteidigungseinheiten. Sie gehörte zunächst der Terrororganisation al-Qaida an, bis sie im Juli 2016 ihre Trennung von diesem Netzwerk und ihre Umbenennung zu „Dschabhat Fath asch-Scham“ bekanntgab. Ziel der Trennung von al-Qaida sei es, die Rebellenfraktionen wieder zu vereinen. Die Gruppe schloss sich 2017 mit anderen kleineren islamistischen Gruppen zu Haiʾat Tahrir asch-Scham zusammen.
Vom Sicherheitsrat der Vereinten Nationen wurde die Nusra-Front 2013 als Terrororganisation eingestuft. 

## Ziele und Struktur
Zu den erklärten Zielen der Nusra-Front gehörte nach der Beseitigung des Assad-Regimes die Errichtung eines am Salafismus orientierten sunnitischen Islamischen Staates in Syrien sowie letztlich eines Kalifats in der Levante (Gebiet des östlichen Mittelmeerraums). Dafür sollten alle dschihadistischen Kräfte in Syrien zur Bekämpfung der säkularen Opposition vereinigt werden. Zudem wollte die Nusra-Front die alawitische und die christliche Minderheit aus Syrien vertreiben. Darüber hinaus erklärte sie die Vereinigten Staaten und Israel zu Feinden des Islam. Gleichwohl fand von Israel aus humanitäre Unterstützung, ohne Unterschied für Kämpfer und Zivilisten, durch Hilfsgüter und medizinische Versorgung statt, die so teilweise auch der al-Nusra-Front zugutekam.
Zu den islamistischen Gruppen, mit denen die Nusra-Front kooperierte, gehörte die Syrische Islamische Front. Die Nusra-Front kooperierte aber auch mit Teilen der FSA.
Einer Schätzung der australischen Regierung vom Juni 2013 zufolge hatte die Nusra-Front zwischen 6.000 und 10.000 Mitglieder, hauptsächlich Syrer, aber auch Kämpfer aus den übrigen Teilen der Levante sowie aus Nordafrika und Europa. Die BBC ging in einem Überblick über die syrische Opposition vom 17. Oktober 2013 von 5.000 bis 7.000 Kämpfern aus. Einige der Anführer und Funktionäre der Nusra-Front hatten bereits Erfahrungen als Mitglieder von al-Qaida im Irak (AQI) bzw. dem Islamischen Staat im Irak und der Levante (ISIS) gesammelt. Der hohe Anteil von Syrern in der Organisation steht im Gegensatz zur Vorgänger-Organisation AQI/ISI, in der ein hoher Anteil von Nicht-Irakern kämpfte. Zu den Geldgebern der Nusra-Front gehörten vor allem al-Qaida im Irak und salafistische Spender aus der Golfregion; allein aus Katar wurden bis Juni 2013 bis zu einer Milliarde Euro investiert.
Die Nusra-Front verbreitete ihre Video-Botschaften über ein eigenes Medien-Netzwerk namens al-Manara al-Baida (das Weiße Minarett), das diese im dschihadistischen al-Qaida-Sympathisanten-Forum Shumukh al-Islam hochlud.

## Geschichte
Die Nusra-Front wurde von Abu Muhammad al-Dschaulani alias Ahmed al-Scharaa, dem derzeitigen Machthaber Syriens und fünf weiteren Mitgliedern von al-Qaida im Irak (AQI) bzw. dem Islamischen Staat im Irak (ISI), in der zweiten Hälfte des Jahres 2011 in Syrien gegründet. Erstmals trat sie Ende Januar 2012 über eine Video-Botschaft in Erscheinung, in der sie ihre Gründung öffentlich machte. Sie bekannte sich zu diversen Anschlägen in Syrien, darunter im Januar in Damaskus (26 Tote), im Februar in Aleppo (28 Tote), am 16. März in Damaskus (27 Tote). Bis einschließlich Februar 2013 tötete die Nusra-Front, vor allem mit Autobomben und Selbstmordattentätern, über 300 Menschen in Syrien, darunter meist Angehörige der syrischen Streitkräfte. Im Gegensatz zu AQI/ISI zielten die Anschläge der Nusra-Front vorwiegend auf militärische Ziele; die Anschläge wurden zudem als Vergeltung für von der Assad-Regierung oder deren Sympathisanten begangenen Massakern dargestellt. Seit spätestens August 2012 unternahm die Nusra-Front auch humanitäre Hilfsaktionen für die syrische Zivilbevölkerung, so durch die Zuteilung von Lebensmitteln und Treibstoff. Seit spätestens November 2012 lagen übereinstimmende Berichte syrischer Flüchtlinge vor, dass die Nusra-Front gezielt Christen, darunter auch Oppositionelle, umbringt.
Die Nusra-Front war in führender Stellung an der Offensive auf die syrische Luftwaffen-Basis im nordwestlichen Taftanaz beteiligt, die am 11. Januar 2013 zu deren Einnahme durch Aufständische führte.
Im Januar 2013 kam es Berichten zufolge zu Übergriffen der Nusra-Front auf säkulare Zivilorganisationen und Demonstrationen in Sarakeb. Ebenfalls im Januar 2013 konnte die Nusra-Front in den von Rebellen kontrollierten Teilen von Aleppo die Produktion und Verteilung von Brot übernehmen, nachdem die FSA des Diebstahls und der Hehlerei von Getreide und des daraus resultierenden Mangels an Brot beschuldigt worden war. Die Nusra-Front dominiert zudem den Scharia-Rat von Aleppo, dem u. a. auch die Ahrar al-Scham angehören.
Am 9. Juni 2013 veröffentlichte Al-Jazeera einen Brief von Aiman az-Zawahiri an die Anführer von al-Qaida und al-Nusra, in dem er die Vereinigung annullierte und zur Beilegung von Streitigkeiten zwischen den beiden al-Qaida-Gruppen aufrief (wofür er Abu Musab al-Suri als Vermittler nannte) sowie beiden verschiedene Einflussgebiete zuwies (ISIS Irak, al-Nusra Syrien). Abu Bakr al-Baghdadi verweigerte die Vermittlung in Botschaften vom 15. und 28. Juni, diese würde die illegitime koloniale Grenze heiligsprechen; die Nusra-Front wird weiterhin als Teil von ISIS betrachtet und Abu Mohammed al-Jawlani als Abtrünniger beurteilt.
Die Nusra-Front gehörte mit den eher moderaten Gruppen Liwa al-Tauhid, Liwa al-Islam und Suqr al-Scham zu den elf Unterzeichnern einer am 24. September 2013 veröffentlichten Erklärung, deren Unterzeichner darin alle im Ausland gegründeten und nicht nach Syrien zurückgekehrten Gruppen als Repräsentanten ablehnen (darunter explizit die Nationalkoalition und die von Ahmed Tomeh geführte Übergangsregierung), zur Vereinigung aller militärischen und zivilen Kräfte unter einer klaren islamischen Rahmenordnung auf Grundlage von Scharia als einziger Quelle der Gesetzgebung aufrufen und die Mitglieder der Opposition zur Beilegung von Streitigkeiten und zur Unterordnung von einzelnen Gruppeninteressen unter das Interesse der Ummah aufrufen.
Am 11. Oktober 2013 veröffentlichte Human Rights Watch einen Bericht, nachdem die Nusra-Front zusammen mit mindestens 19 anderen bewaffneten Oppositionsgruppen vom 4. bis 18. August in ländlichen Gegenden des Gouvernement Latakia an organisierten Massakern beteiligt gewesen war, bei denen mindestens 190 Zivilisten getötet und über 200 als Geiseln genommen wurden; mindestens 67 seien in der Operation bei regierungstreuen Alawiten-Dörfern hingerichtet oder rechtswidrig getötet worden. Die fünf Gruppen, die diese Operation hauptsächlich finanziert, organisiert und ausgeführt hätten, seien Ahrar al-Sham, ISIS, Dschabhat al-Nusra, Jaish al-Muhajireen wal-Ansar und Suquor al-Izz. ISIS und Jaish al-Muhajireen wal-Ansar hätten noch Gewalt über die Geiseln, zu denen größtenteils Frauen und Kinder gehören.
Am 8. Dezember 2013 erschien ein Artikel des Journalisten Seymour Hersh in der London Review of Books, in dem unter Berufung auf Geheimdienstquellen berichtet wurde, dass die Nusra-Front Zugang zum Nervengas Sarin haben soll.
Spiegel Online meldete am 11. Oktober 2015, dass Truppen der russisch-syrischen Allianz Gebiete in der Provinz Idlib mit Unterstützung der Hisbollah-Miliz zurückerobert haben, die bis dahin von Einheiten der al-Nusra-Front und der Ahrar al-Scham gehalten wurden. Am 28. Juli 2016 meldete Reuters/dpa, dass sich die al-Nusra-Front nach Aussage ihres derzeitigen Chefs Abu Muhammad al-Dschaulani in „Eroberungsfront der Levante“ (Dschabhat Fath al-Scham) umbenennen und angeblich vom weltweiten Netzwerk al-Qaida loslösen wolle.
Bei einem Terroranschlag am 24. Februar 2017 in Homs wurden 42 Menschen getötet, unter den Opfern waren viele Soldaten der Regierungstruppen, darunter ein ranghoher Offizier. Der Anschlag wurde in Verbindung mit den am 25. Februar startenden Friedensgesprächen in Genf gebracht, Al-Nusra ist von diesen ausgeschlossen. Die syrische Opposition verurteilte den Anschlag, warf ihrer Regierung aber gleichzeitig vor, diesen zu missbrauchen, um die Gespräche zu sabotieren. Al-Nusra bekannte sich zu dem Anschlag, die Vereinten Nationen werteten den Anschlag als Sabotageversuch der Terrormiliz. Anfang 2017 gründete sie mit anderen extremistischen Milizen das Bündnis Haiʾat Tahrir asch-Scham  und begann damit, moderatere Rebellen unter dem Banner der Freien Syrischen Armee zu attackieren.

## Einstufung als Terrororganisation
Am 11. Dezember 2012 erfasste das Außenministerium der Vereinigten Staaten auf Anweisung vom 20. November die Nusra-Front als Alias von AQI, wodurch die Nusra-Front auf die Liste der durch das Außenministerium der Vereinigten Staaten ausgewiesenen terroristischen Organisationen im Ausland gesetzt wurde. Die Reaktionen hierauf in der syrischen Aufständischenbewegung waren negativ; Ablehnung erfolgte sowohl von islamistischen Gruppen wie Suqr al-Scham und den syrischen Muslimbrüdern als auch vom Syrischen Nationalrat. Am 15. März 2013 setzte die australische Regierung die Nusra-Front auf ihre Liste terroristischer Organisationen. Die USA haben die Al-Nusra-Front im Mai 2014 formal als terroristische Organisation eingestuft.
Im April 2013 erklärte der Anführer von al-Qaida im Irak bzw. dem Islamischen Staat im Irak (ISI), Abu Bakr al-Baghdadi, die Nusra-Front zu einem bloßen Teil von ISI und gab die Vereinigung von Nusra-Front und ISI unter dem neuen Namen Islamischer Staat im Irak und der Levante bekannt. Der Anführer der Nusra-Front, Abu Mohammed al-Jawlani, widersprach daraufhin einen Tag später der Vereinigung mit ISI, schwor aber dem al-Qaida-Anführer Aiman az-Zawahiri die Treue (baiʿa).
Am 30. Mai 2013 wurden sowohl ISIS als auch al-Nusra durch die UN als Aliase von AQI festgestellt, wodurch die Nusra-Front auf die Terror- bzw. Sanktionenliste des UN-Sicherheitsrates gesetzt und ein Waffenembargo über sie verhängt wurde. Im Juli 2013 bestimmte die britische Regierung durch das Home Office die Nusra-Front als Alias von al-Qaida.